# Closet Wanderings
Closet Wanderings är den svenska electroartisten Emmons andra studioalbum, utgivet 18 februari 2009 på Wonderland Records.
Albumet producerades av Emmon, med två låtar medproducerade av Jon Axelsson. Det spelades in i Producktion Studio i Stockholm och mixades av Emmon. Skivan mastrades av Hans Olsson Brookes i Dicentia i Göteborg. Omslaget designades av Emmon och Fredrik Schlatta Svensson. Fotograf var Fredrik Lübeck.

## Låtlista
Där inte annat anges är låtarna skrivna av Emma Nylén.
1. "Secrets & Lies" – 4:09
2. "Torturous Pleasure" – 3:16
3. "Feel the Music" – 3:57
4. "Urban Diseases" – 3:29
5. "Belarusian Night" – 4:27
6. "Teenage Kickers" – 3:13
7. "Lips on Fire" – 4:18 (Emma Nylén, Jon Axelsson)
8. "Stray Dogs" – 5:25
9. "Scream" – 3:59
10. "Insomnia" – 4:16
11. "Slow Emotion" – 4:53

## Mottagande
Albumet har medelbetyget 3,1/5 på Kritiker.se, baserat på sju recensioner. Högst betyg fick den av Dagens Nyheter och Joyzine (båda 4/5) och lägst av Groove och Muzic.se (båda 2/5).